# Kloster Veßra
Kloster Vessra est une commune allemande de l'arrondissement de Hildburghausen, Land de Thuringe.

## Géographie
Kloster Veßra se situe le long de la Schleuse.
| Themar                   | Lengfeld       | Ahlstädt     |
| Ehrenberg Grimmelshausen | Kloster Veßra  | Schleusingen |
| Reurieth                 | Hildburghausen |              |

Kloster Veßra comprend les quartiers de Neuhof et Zollbrück.

## Histoire
L'histoire du village est liée à l'abbaye fondée au XIIe siècle et dissoute au XVIe siècle.

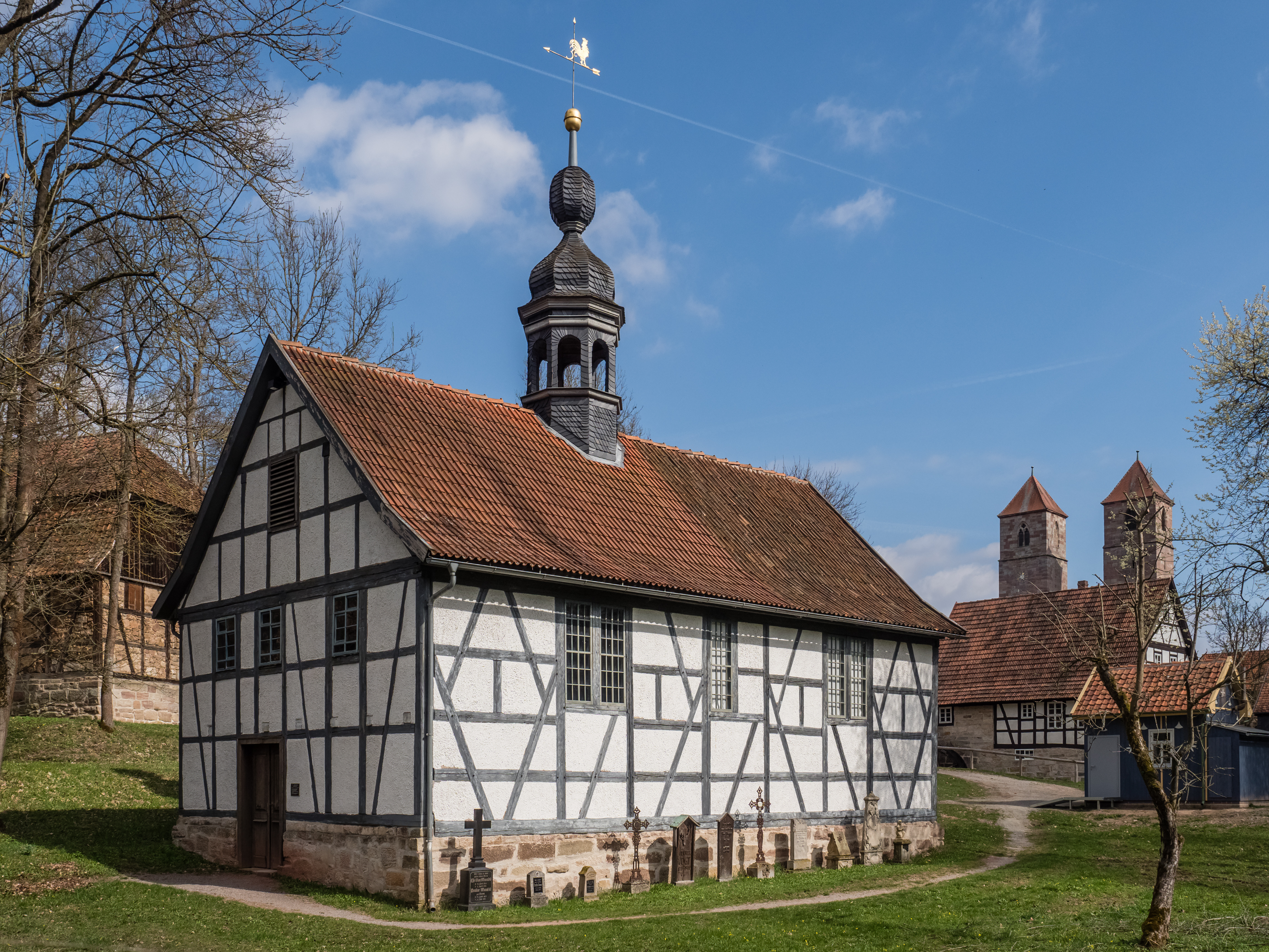
Le - ou la - Totenhofkapelle ancienne chapelle, devenue musée en plein air de Kloster Veßra. Mars 2017.
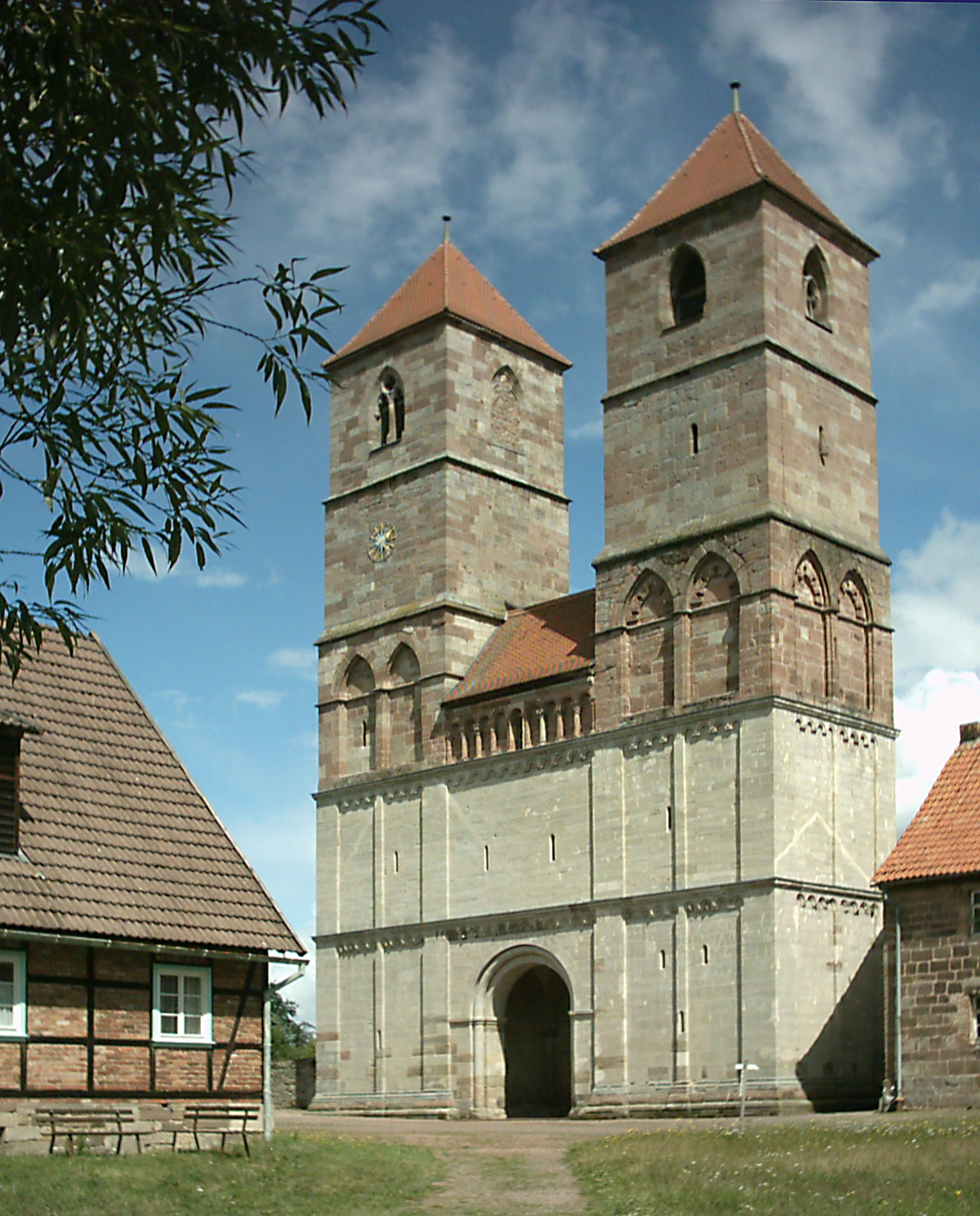
L'église abbatiale
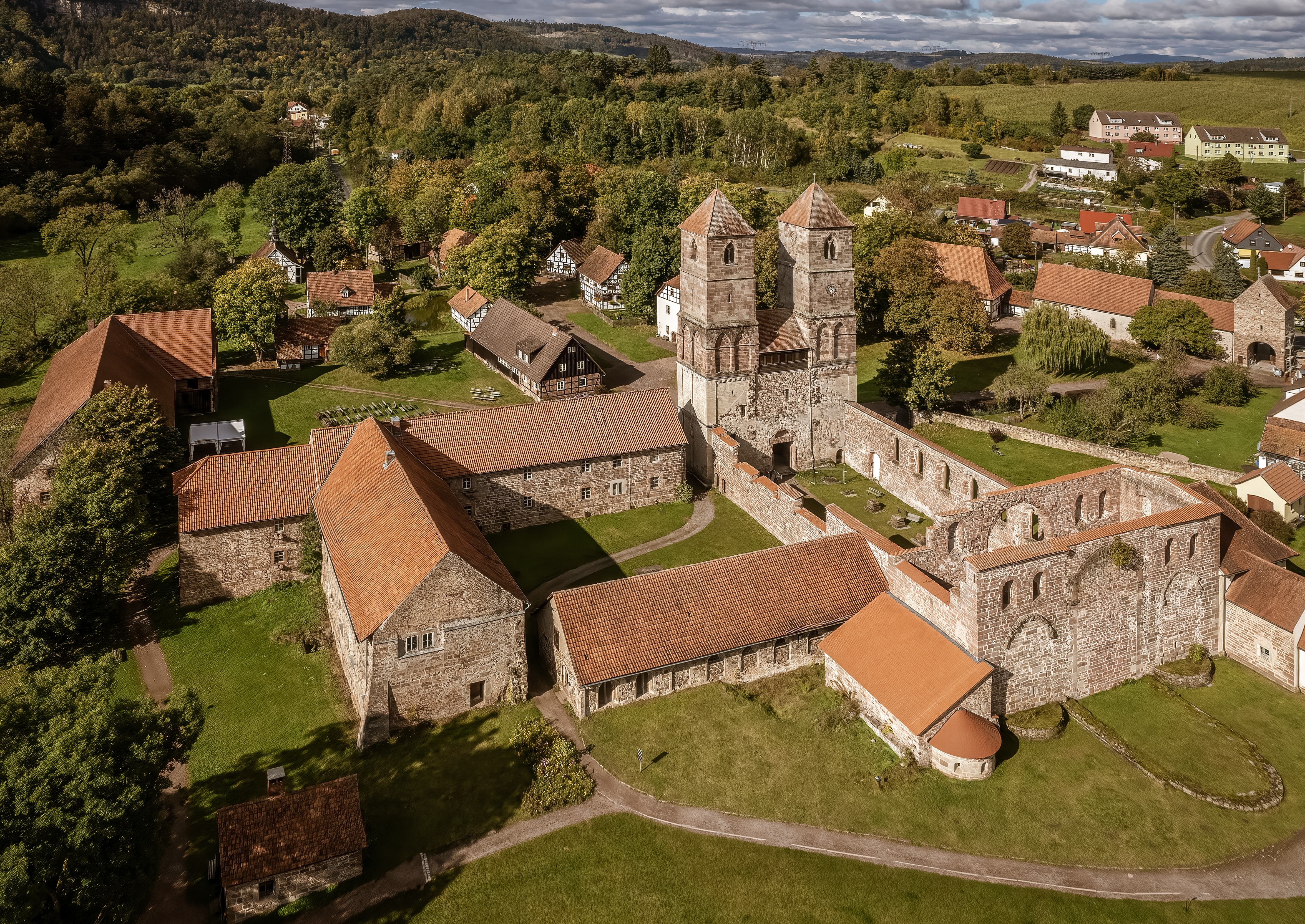
Vue aérienne de l'ancienne abbaye. Octobre 2021.

### L'abbaye
L'abbaye est fondée par les Prémontrés. Un mur délimite son domaine de six hectares.
La fondation est décidée par le comte Godebold II d'Henneberg (de) et son épouse Liutgard ; la maison se fait enterrer dedans jusqu'en 1583. En 1138, l'église est consacrée par Othon de Bamberg. Trois ans plus tard, le monastère reçoit la confirmation papale. Au moment de la Réforme protestante, l'abbaye est sécularisée en 1543 et devient propriété du comté après la mort du dernier abbé en 1573. Il est transformé en domaine agricole et en haras. L'église sert de grange à partir de 1815 et est victime d'un incendie en 1939.
Après la LPG en 1953, l'abbaye devient en 1973 un musée de l'agriculture du district de Suhl. En 1990, il est un écomusée.

### Le village
Au cours de la Seconde Guerre mondiale, 124 hommes et femmes sont contraints de travailler, dont 98 pour la société Krieghoff et 22 pour le domaine.

## Source, notes et références
- (de) Cet article est partiellement ou en totalité issu de l’article de Wikipédia en allemand intitulé « Kloster Veßra » (voir la liste des auteurs).